# فندق منصور الملكي (الدار البيضاء)
فندق منصور الملكي الدار البيضاء (لو رويال منصور ميريديان سابقاً)، هو فندق فخم يقع في منطقة المدينة القديمة بالدار البيضاء، المغرب، ويقع إلى الشمال الغربي من فندق وأبراج شيراتون الدار البيضاء. تم افتتاحه في عام 1952 وكان الفندق المفضل لملوك المغرب والطبقة النبيلة آنذاك. والفندق مغلق حاليًا للتجديد الكامل.
يحتوي الفندق على 182 غرفة و23 جناحًا و8 غرف مؤتمرات تتسع لما يصل إلى 700 شخص
 بالإضافة لمطاعمه التي تقدم جميع أصناف المأكولات المغربية والمتوسطية، وقد تم تجديد مطعم Royal Grill في أوائل عام 2010 ويضم الفندق أيضًا بار بيانو ومجمع صحي مع مرافق مساج زيت أركان.
يحتوي الفندق على 7 أجنحة رئاسية تغطي كل منها مساحة 91.5 متر مربع. وصفته مجلة «لونلي بلانيت» بأنه «قشدة الفنادق الفاخرة في الدار البيضاء».

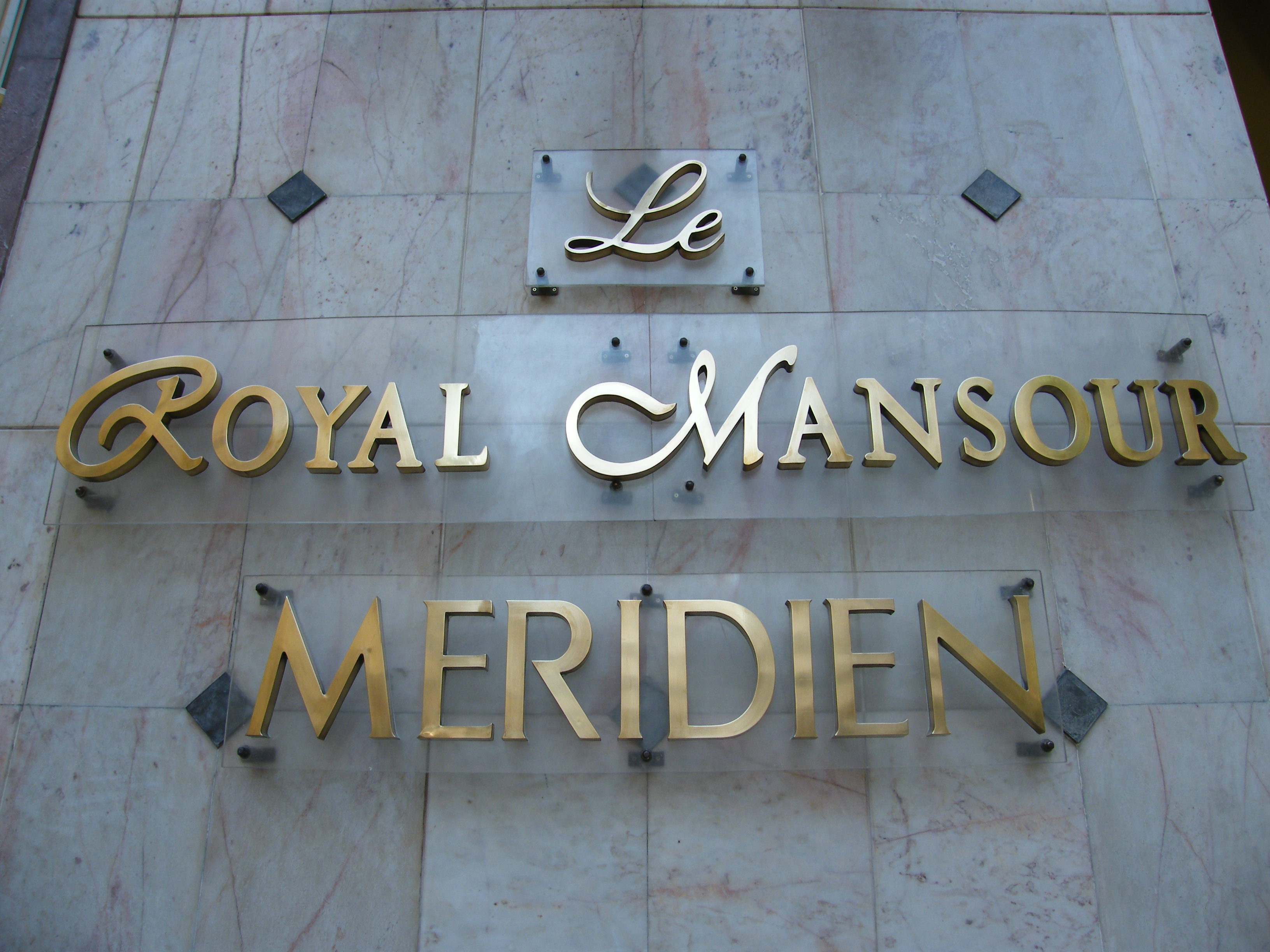
شعار فندق سابق مثل لو رويال منصور ميريديان

## روابط خارجية
- الموقع الرسمي